# Charlie Hatton
Charlie Hatton (23 de febrero de 1998) es un deportista británico que compite en ciclismo de montaña en la disciplina de descenso. Ganó una medalla de oro en el Campeonato Mundial de Ciclismo de Montaña de 2023.

## Medallero internacional
| Campeonato Mundial | Campeonato Mundial    | Campeonato Mundial | Campeonato Mundial |
| Año                | Lugar                 | Medalla            | Competición        |
| ------------------ | --------------------- | ------------------ | ------------------ |
| 2023               | Glasgow (Reino Unido) | Medalla de oro     | Descenso           |